# Galago gallarum
Galago gallarum är en primat som beskrevs av Thomas 1901. Galago gallarum ingår i släktet Galago och familjen galagoer. IUCN kategoriserar arten globalt som livskraftig. Inga underarter finns listade i Catalogue of Life.
Arten förekommer i östra Afrika i Somalia, Kenya och angränsande områden av Etiopien. Den vistas i kulliga områden och låga bergstrakter upp till 1200 meter över havet. Habitatet utgörs av torra öppna skogar, buskskogar och savanner. Levnadsområdet är torrare än hos alla andra vilda afrikanska primater.
Denna primat blir 13 till 20 cm lång (huvud och bål), har en 20,5 till 29 cm lång svans och väger cirka 250 g. Den har brunaktig päls på ryggen och en vitaktig undersida. Svansen är täckt av svartaktig päls. På extremiteternas utsida finns gula skuggor och kring ögonen förekommer smala mörkbruna ringar.
Galago gallarum äter antagligen naturgummi och ryggradslösa djur. Fortplantningssättet är enligt olika observationer lika som hos andra arter av samma släkte. Per kull föds ofta en unge.